# Linaria nurensis
Linaria nurensis är en grobladsväxtart som beskrevs av Pierre Edmond Boissier och Hausskn.. Linaria nurensis ingår i släktet sporrar, och familjen grobladsväxter. Inga underarter finns listade i Catalogue of Life.